# 교수 톰
교수 톰(Professor Tom)은 1948년에 만들어진 톰과 제리 시리즈 중의 37번째 작품이다.

## 줄거리
톰이 톱시에게 '생쥐는 구멍에 살고 고양이는 생쥐를 잡는다.'라고 강의를 하는데 톱시가 한눈을 팔자 톰은 칠판을 두드리고 톱시가 다시 칠판을 쳐다본다. 제리는 톰이 강의하는 내용 밑에 '생쥐들은 멋있다'라고 써놓고 도망간다. 톰은 톱시에게 도망간 제리를 잡으라고 명령을 하지만 제리가 손을 내밀자 톱시는 제리와 악수를 하고 그걸 본 톰은 비명을 지른다.
톱시는 제리와 함께 이리저리 도망을 다니다가 카펫에 미끄러져 욕실로 들어가 얼떨결에 목욕을 하게 되는데 수건 속에서 제리가 나오자 톰은 제리를 잡으려고 제리를 쫓고, 제리는 톱시 뒤에 숨는다. 톰은 톱시에게 제리가 그뒤에 숨었는가고 물어보고, 톰이 톱시 뒤를 돌아볼 때마다 제리는 요리조리 피한다. 톱시 뒤에 제리가 없다고 생각한 톰은 제리를 찾아 방으로 들어가지만 제리는 그곳에서 톱시에게 '고양이와 생쥐는 친구다'라고 강의를 한다.
톰은 톱시에게 제리를 잡으라고 명령을 내리지만 톱시가 제리를 보고도 그냥 지나치자 톰이 제리를 쫓는다. 그러다 톱시 머리 위에 올라타게 된 톰은 책상에 부딪힌다. 톰은 톱시에게 꽃병을 건네주고 제리가 다가올 때마다 때리라고 했지만 톱시가 가만히 있자 화가 난 톰은 제리를 가리킨다. 톱시는 그것을 제리에게 꽃병을 줘라는 걸로 알아듣고 제리에게 꽃병을 건네주자 제리는 톰의 머리를 때린다.
제리는 톱시 손에 들어간다. 그걸 본 톰은 톱시에게 잘했다고 칭찬을 해주고 제리를 달라고 하지만 톱시는 싫다고 하면서 제리를 내려놓는다. 톰은 톱시의 엉덩이를 때리고, 제리는 톰의 꼬리를 물어서 끊어지게 한다.제리가 카페트 위로 도망가자 톰은 카페트를 돌돌 말아서 그것을 버리려고 했지만 제리는 어느새 카페트에서 빠져나와 톰을 연못에 던진다.
톰은 전속력으로(?) 달려가서 톱시와 제리를 혼내주려 하지만 제리가 문 사이에 고무줄을 걸어놓았다. 고무줄에 걸린 톰은 튕겨나가서 우체통 속에 박히고(?), 톱시는 나무막대기로 톰의 엉덩이를 때리고 떨어진 학사모를 제리에게 씌워준다. 그리고 제리와 톱시는 함께 손을 잡고 집 안으로 들어간다.